# Glucósido

Molécula de isoquercitina, ejemplo de glucósido

Los glucósidos son moléculas compuestas por un glúcido (generalmente monosacáridos) y un compuesto no glucídico. Los glucósidos desempeñan numerosos papeles importantes en los organismos vivos. Muchas plantas almacenan los productos químicos importantes en forma de glucósidos inactivos; si estos productos químicos son necesarios, se hidrolizan en presencia de agua y una enzima, generando azúcares importantes en el metabolismo de la planta. Muchos glucósidos de origen vegetal se utilizan como medicamentos.

## Definición exacta
Formalmente, un glucósido según la IUPAC (Unión Internacional de Química Pura y Aplicada), es cualquier molécula en la cual un glúcido se enlaza a través de su carbono anomérico a otro compuesto de diferente naturaleza química, mediante un enlace O-glucosídico o un enlace S-glucosídico; a estos últimos se los conoce como tioglucósidos. Muchos autores insisten además en que el glúcido esté enlazado a una molécula que no sea glúcido, para que la molécula califique como glucósido. El glúcido del glucósido se conoce como glicona y el grupo ajeno al glúcido, aglicona o genina del glucósido. La glicona puede consistir en un solo monosacárido o varios unidos entre sí oligosacárido.

## Propiedades fisicoquímicas
La glicona y porciones de aglicona se pueden separar químicamente por hidrólisis ácida. Numerosas enzimas pueden formar y romper enlaces glucosídicos. Las enzimas más importantes de este tipo son las glucósido hidrolasas, y las enzimas sintéticas más importantes de la naturaleza son las glucosiltransferasas. Las enzimas mutantes llamadas glucosintetasas, sintetizan glucósidos con un rendimiento mayor.

## Clasificación
Los glucósidos se clasifican dependiendo de la estructura de la glicona y de la aglicona, siendo la última, la más importante y útil en bioquímica y farmacología:

### Glucósidos antraquinónicos
Los glucósidos antraquinónicos contienen una aglicona derivada de la antraquinona. Están presentes el ruibarbo y los géneros Aloe y Rhamnus; tienen un efecto laxante y purgante.

### Glucósidos fenólicos simples
La aglicona tiene una estructura fenólica simple. Un ejemplo es la arbutina, encontrada en la gayuba común. Tiene un efecto antiséptico urinario.

### Glucósidos alcohólicos
Un ejemplo de glucósido alcohólico es la salicina, que se encuentra en plantas del género Salix. La salicina al ser ingerida, se convierte en ácido salicílico, relacionada directamente con la aspirina y tiene efecto analgésico, antipirético, antiinflamatorio y anticoagulante( para casos de infartos).

### Glucósidos flavonicos
Aquí el aglicona es un derivado de los flavonoides. Es un grupo muy grande de glucósidos. Algunos ejemplos son la hesperidina, la naringina, la rutina y la quercetina. Estos glucósidos tienen un efecto antioxidante. También se sabe que disminuyen la fragilidad capilar.

### Glucósidos cardíacos
En su estructura, la aglicona es un núcleo esteroideo. Estos glucósidos cardíacos se encuentran en plantas de los géneros Digitalis, Scilla y Strophanthus y de la familia Apocynaceae. Se utilizan en el tratamiento de las enfermedades cardíacas como arritmia y fallo cardiaco.

### Glucósidos cumarínicos
Aquí el aglicona es un derivado de la cumarina. Un ejemplo es la apterina que se utiliza para dilatar las arterias coronarias, así como, para bloquear los canales del calcio

### Glucósidos cianogénicos
En este caso, la aglicona contiene un grupo cianuro y el glucósido puede generar el venenoso ácido cianhídrico. Un ejemplo de estos es la amigdalina, un glucósido particular de las almendras. Los glucósidos cianogénicos se pueden encontrar en las semillas de los frutos (y en las hojas marchitas) de la familia Rosaceae (Cerezas, Manzanas, Ciruelas, Almendras, Duraznos, Albaricoques, etc.). La mandioca, una planta de valor alimenticio en África y Sudamérica, contiene glucósidos cianogénicos, por lo que, la planta tiene que ser molida y lavada con agua a altas temperaturas para que se pueda consumir.

### Saponinas
Estos compuestos generan espuma permanente cuando están en contacto con agua. Causan hemólisis debido a la destrucción de los eritrocitos. Las saponinas se encuentran en plantas como el regaliz, cuyo principio activo es la glicirricina. Tienen un efecto expectorante y se han estudiado sus efectos sobre el control del colesterol en la sangre.